# Alwin
Alwin [ʹˀalvi:n] is een traditionele Duitse voornaam, die toch door alle tijden maar zelden werd gebruikt. 
De naam is afgeleid van Adelwijn (Oudduits: Adalwîn). Deze tweestammige Germaanse naam betekent zoveel als "edele vriend" (adel- betekent "edel" en -win "vriend"). Of de naam kan zijn afgeleid van het Oudduitse Albiwîn en betekent dan "vriend der elfen".
In de jaren zestig en zeventig van de twintigste eeuw won Alwin aan populariteit bij Duitse ouders door de bekende Duitse springruiter Alwin Schockemöhle.